# Théâtre du bas littoral de la guerre de Sécession
Guerre de Sécession
Batailles
- Fort Sumter
- USS St. Lawrence
- Head of Passes
- Santa Rosa Island
- Port Royal

- Fort Pulaski
- 1er Pocotaligo
- Secessionville
- Simmon's Bluff
- Tampa
- St. Johns Bluff
- 2e Pocotaligo

- 1er Fort McAllister
- Wassaw Sound
- USS New Ironsides
- Fort Brooke

- Gainesville
- Olustee
- USS Housatonic
- Bataille de Mobile Bay
- Vernon

Natural Bridge
Le théâtre du bas littoral de la guerre de Sécession est la zone géographique où se déroulèrent les opérations terrestres et navales de la guerre de Sécession dans les zones côtières du Sud-Est des États-Unis : Alabama, Floride, Louisiane, Mississippi, Caroline du Sud, et Texas).
Ce théâtre d'opérations inclut également la portion méridionale du fleuve Mississippi, au sud de Port Hudson (Louisiane)).
Les opérations menées à l'intérieur des terres font partie soit du Théâtre occidental, soit du Théâtre Trans-Mississippi, selon qu'elles se déroulent à l'est ou à l'ouest du fleuve Mississippi.
Les opérations côtières menées en Géorgie, à la fin de la Marche de Sherman vers la mer, font partie du Théâtre occidental.
La classification des campagnes militaires établie par le National Park Service utilise la catégorie Lower Seaboard Theater and Gulf Approach plus détaillée que celle du présent article, qui omet les campagnes mineures et en regroupe d'autres. Seules quelques-unes des 31 batailles recensées par le National Park Service pour ce théâtre d'opérations sont évoquées ici, et la Bataille de Port Royal (1861), qui n'est pas listée par le National Park Service, a été ajoutée.
Les manœuvres navales sur le Théâtre du bas littoral furent dictées par le Plan Anaconda, destiné à étrangler le Sud par un blocus toujours plus sévère et par des attaques sur les villes portuaires comme La Nouvelle-Orléans, Mobile (Alabama) et Galveston (Texas).
La Confédération ne put répliquer qu'en tentant de forcer le blocus et en défendant ses positions, avec un succès mitigé.

## Caroline du Sud
Le long de la côte de Caroline du Sud, l'essentiel de la guerre se résuma à la prise de Charleston, un port important en raison de l'abri qu'il offrait aux navires confédérés forceurs de blocus, mais également d'un point de vue symbolique, en tant que point de départ de la guerre.
Un des premiers engagements de la guerre eut lieu à Port Royal Sound, au sud de Charleston. La flotte de l'Union avait choisi l'emplacement  pour en faire un point de ravitaillement en charbon pour l'Escadre assurant le blocus du sud de la côte atlantique.
En tentant de s'emparer de Charleston, l'armée de l'Union essaya deux approches : par terre à travers les îles James et Morris, ou à travers le port. Les Confédérés parvinrent à repousser les deux attaques nordistes. Un des affrontements les plus connus est la Bataille de Fort Wagner, à laquelle prit part le 54e régiment d'infanterie du Massachusetts.
Les Fédéraux essuyèrent un échec cuisant lors de cette bataille, laissant 1 500 hommes sur le terrain, pendant que les Confédérés déploraient 175 pertes
Pendant la nuit du 23 février 1864, le CSS Hunley fut le premier sous-marin à couler  un navire ennemi. Le Hunley ayant lui-même été coulé peu après, les Confédérés utilisèrent d'autres vaisseaux, mais sans le même succès.

## Géorgie
Sur la côte de Géorgie, Fort Pulaski fut très tôt la cible des navires de l'Union. Après la capture de Port Royal, une expédition fut organisée avec des unités du génie sous le commandement du capitaine Quincy A. Gillmore. Après avoir passé un mois à positionner 36 mortiers et des canons rayés sur l'île, toute proche, de Tybee Island, Gillmore donna le signal du bombardement le 10 avril. Les Confédérés se rendirent le lendemain après-midi, après que leur dépôt de munitions ait été menacé par les obus fédéraux. Les forces de l'Union occupèrent le fort jusqu'à la fin de la guerre, après y avoir fait des réparations.

## Floride
Après la sécession de la Floride, en janvier 1861, les troupes rebelles du cru s'emparèrent de la plupart des propriétés fédérales, à l'exception du Fort Zachary Taylor à Key West et de Fort Pickens à Pensacola.
Dès le début de la guerre, la flotte fédérale organisa le blocus de la côte, la partie atlantique étant couverte par le South Atlantic Blockading Squadron et celle du golfe du Mexique par l'East Gulf Blockading squadron.
Plusieurs escarmouches eurent lieu dans l'État, mais aucune bataille d'importance ne s'y déroula. En 1864, dans le but de mettre en place un gouvernement favorable à l'Union, des unités commandées par le brigadier-général Truman Seymour s'enfoncèrent dans les terres au départ de Jacksonville. Le 20 février, elles furent battues à la Bataille d'Olustee, qui reste l'engagement le plus important à avoir eu lieu en Floride.
L'armée de l'Union tenta également de s'emparer de Tallahassee, la capitale de l'État, mais cette tentative échoua le 8 mars 1865 à la bataille de Natural Bridge.
La Floride fut un des deux seuls États confédérés dont la capitale ne fut pas capturée pendant la guerre.

## Louisiane
Dès le début de la guerre, l'Union s'était fixé pour objectif la capture du fleuve Mississippi, de manière à couper en deux le territoire confédéré. La clé de ce cours d'eau majeur était la Nouvelle Orléans, le plus grand port du Sud et le plus important de ses centres industriels.
En avril 1862, une escadre de l'Union commandée par David Dixon Porter attaqua les forts Jackson et St. Philip, qui gardaient l'accès fluvial à la ville par le sud. Tandis qu'une partie de la flotte bombardait les forts, d'autres navires se frayèrent un passage à travers les obstacles qui parsemaient le lit du fleuve et ouvrirent la voie au reste de l'escadre. Une armée de l'Union commandée par le major-général Benjamin Butler prit terre à proximité des forts et les força à se rendre.
L'année suivante, les forces de l'Union organisées au sein de l'Armée du Golfe (Army of the Gulf), commandée par le major-général Nathaniel P. Banks, assiégea Port Hudson pendant près de 8 semaines. Pour couper les lignes de ravitaillement de Port Hudson par la Red River, Banks s'avança d'abord à travers Bayou Teche, s'emparant du cours de la rivière Atchafalaya et de la Red River jusqu'à Alexandria.
Les défenseurs confédérés de la ville se rendirent le 9 juillet, après avoir eu connaissance de la reddition de Vicksburg. Ces deux redditions donnèrent à l'Union le contrôle de tout le Mississippi et lui permirent de couper en deux la Confédération.
Pendant le reste de la guerre, les Confédérés cherchèrent à reprendre les territoires qu'ils avaient perdus. De juin à septembre 1863, le major-général Richard Taylor, commandant du District de Louisiane occidentale tenta de reprendre l'avantage, cherchant à couper les liens de Banks avec la Nouvelle Orléans et, si possible, reprendre la ville. Malgré quelques succès ponctuels, les Confédérés ne parvinrent pas à atteindre ces deux objectifs.